# Firehuse
Firehuse er en bebyggelse to kilometer vest for Frederiks i Frederiks Sogn, Viborg Kommune.